# Шаньер (Шаранта)
Шанье́р (фр. Champniers) — коммуна во Франции, находится в регионе Пуату — Шаранта. Департамент — Шаранта. Входит в состав кантона Гон-Понтувр. Округ коммуны — Ангулем.
Код INSEE коммуны — 16078.
Коммуна расположена приблизительно в 390 км к юго-западу от Парижа, в 100 км южнее Пуатье, в 9 км к северо-востоку от Ангулема.

## Население
Население коммуны на 2008 год составляло 5091 человек.
| 1962 | 1968 | 1975 | 1982 | 1990 | 1999 | 2008 |
| ---- | ---- | ---- | ---- | ---- | ---- | ---- |
| 2613 | 2762 | 3493 | 4094 | 4358 | 4605 | 5091 |

## Климат
Климат океанический. Ближайшая метеостанция находится в городе Коньяк.
| Показатель                        | Янв. | Фев. | Март | Апр. | Май  | Июнь | Июль | Авг. | Сен. | Окт. | Нояб. | Дек. | Год   |
| --------------------------------- | ---- | ---- | ---- | ---- | ---- | ---- | ---- | ---- | ---- | ---- | ----- | ---- | ----- |
| Средний максимум, °C              | 8,7  | 10,5 | 13,1 | 15,9 | 19,5 | 23,1 | 26,1 | 25,4 | 23,1 | 18,5 | 12,4  | 9,2  | 17,7  |
| Средняя температура, °C           | 5,4  | 6,7  | 8,5  | 11,1 | 14,4 | 17,8 | 20,2 | 19,7 | 17,6 | 13,7 | 8,6   | 5,9  | 12,5  |
| Средний минимум, °C               | 2,0  | 2,8  | 3,8  | 6,2  | 9,4  | 12,4 | 14,4 | 14,0 | 12,1 | 8,9  | 4,7   | 2,6  | 7,8   |
| Норма осадков, мм                 | 80,4 | 67,3 | 65,9 | 68,3 | 71,6 | 46,6 | 45,1 | 50,2 | 59,2 | 68,6 | 79,8  | 80,0 | 783,6 |
| Источник: Relevé météo des Cognac |      |      |      |      |      |      |      |      |      |      |       |      |       |

## Администрация
| Период | Период | Фамилия    | Партия                  | Примечания |
| ------ | ------ | ---------- | ----------------------- | ---------- |
| 2001   | 2009   | Робер Пьо  |                         |            |
| 2009   | 2014   | Жанна Фийу | Социалистическая партия |            |

## Экономика
В 2007 году среди 3301 человека в трудоспособном возрасте (15—64 лет) 2456 были экономически активными, 845 — неактивными (показатель активности — 74,4 %, в 1999 году было 72,8 %). Из 2456 активных работали 2293 человека (1211 мужчин и 1082 женщины), безработных было 163 (59 мужчин и 104 женщины). Среди 845 неактивных 231 человек были учениками или студентами, 408 — пенсионерами, 206 были неактивными по другим причинам.

## Достопримечательности
- Церковь Сент-Элали (XII век). Памятник истории с 1913 года[7]

## Фотогалерея

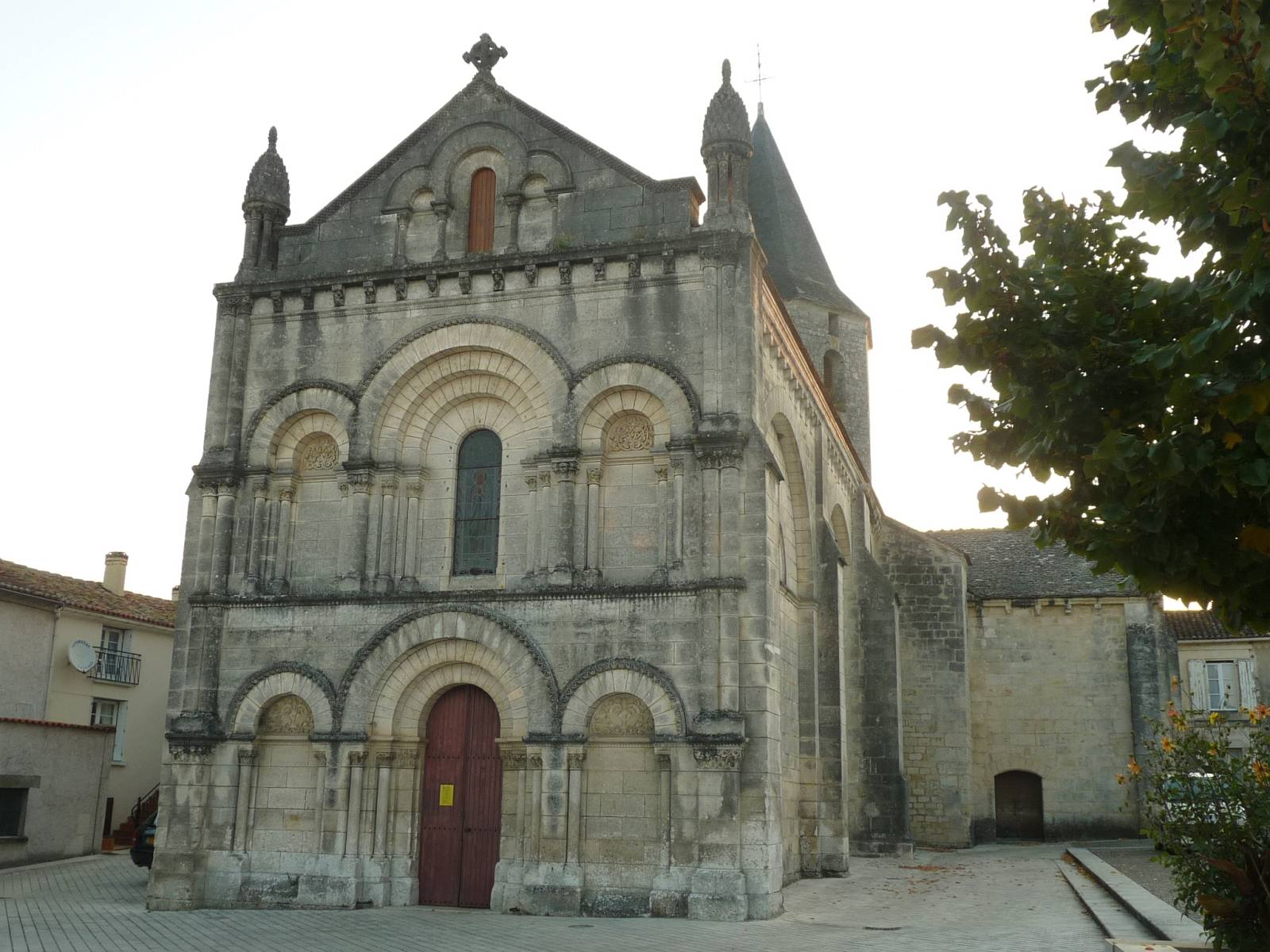
Церковь Сент-Элали
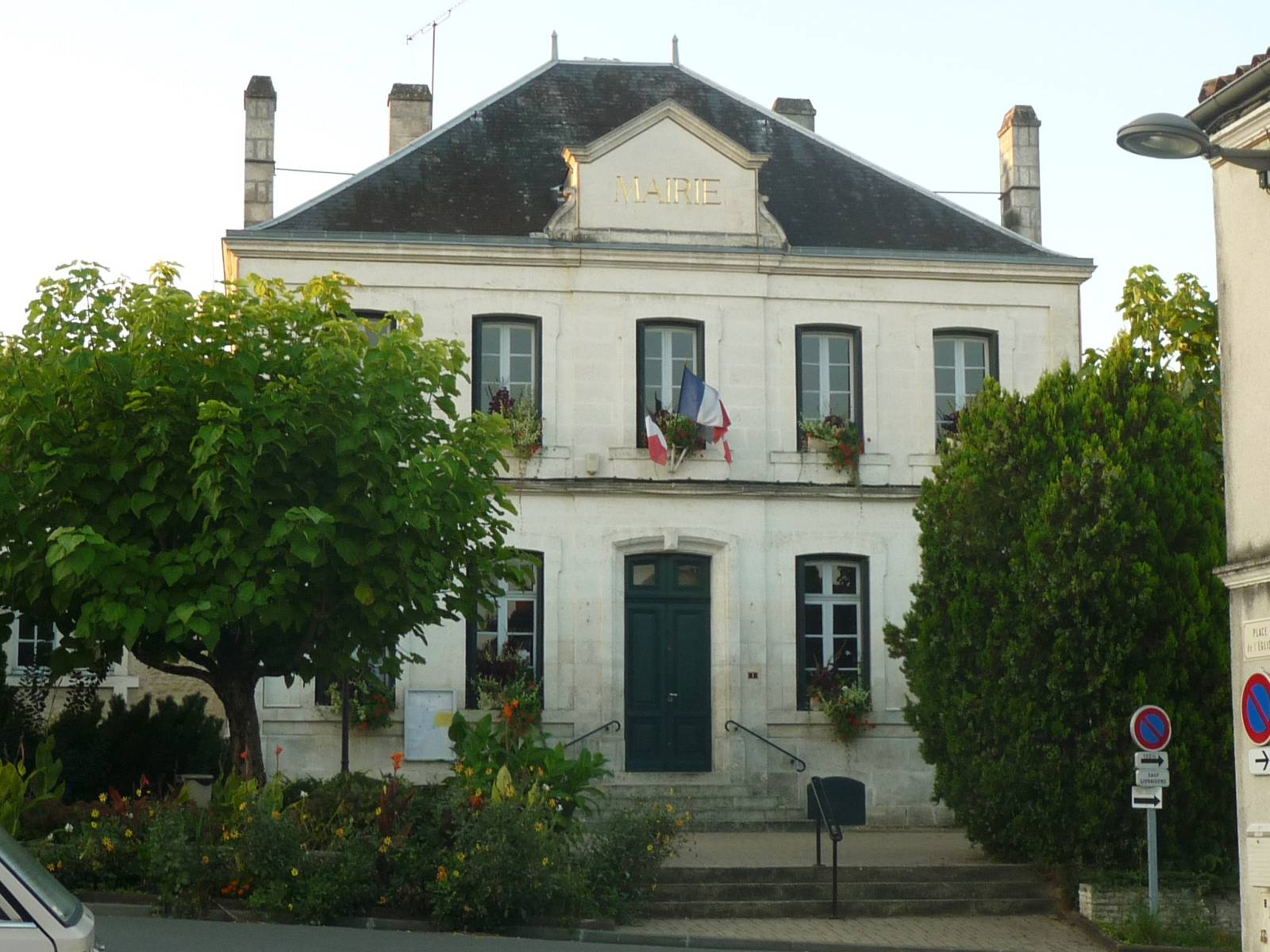
Мэрия
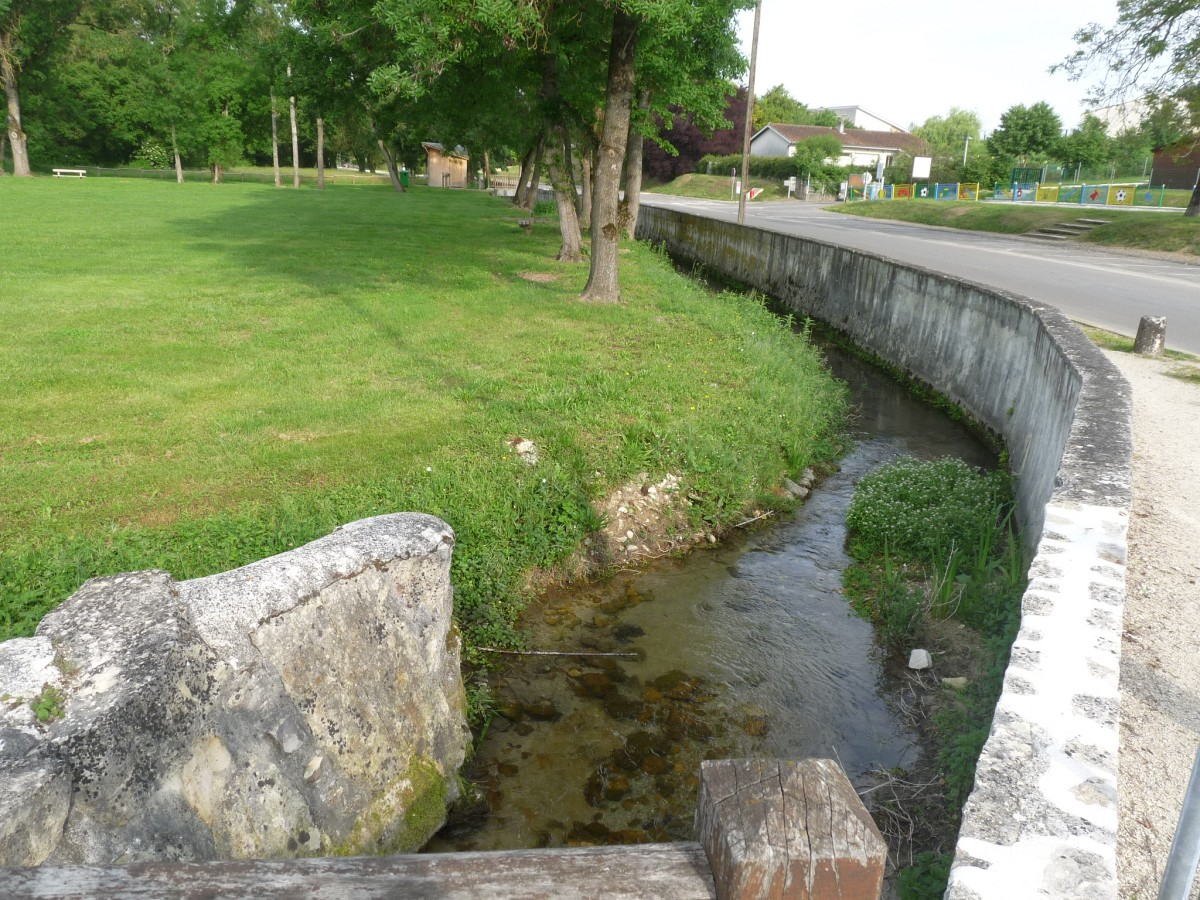